# Kliniken Hochfranken
Die Kliniken Hochfranken sind ein Klinikum mit den Standorten Münchberg und Naila in Bayern. Es handelt sich um ein selbstständiges Kommunalunternehmen mit einer Grund- und Regelversorgung.

## Geschichte
Seit 2004 werden beide Kliniken unter dem Namen Kliniken Hochfranken als Kommunalunternehmen geführt. Die Bauarbeiten zur Erweiterung und Sanierung der Klinik Naila begannen 2016 und gliedern sich in drei Bauabschnitte. Auch die Klinik Münchberg wird saniert und ausgebaut um den gestiegenen Patientenzahlen gerecht zu werden. Unter anderem werden moderne OP-Säle errichtet und die Radiologie und Orthopädie erweitert. Jährlich werden etwa 17.600 Patienten an beiden Standorten stationär behandelt.

## Abteilungen

### Klinik Münchberg
- Innere Medizin
- Chirurgie
- Orthopädie und Unfallchirurgie
- Anästhesie und Intensivmedizin
- Radiologie / CT / MRT
- Notaufnahme / Notfallambulanz
- Medizinisches Versorgungszentrum (MVZ)
- Hals- / Nasen- / Ohrenerkrankungen
- Pneumologie

### Klinik Naila
- Innere Medizin
- Chirurgie
- Akutgeriatrie
- Anästhesie und Intensivmedizin
- Gynäkologie
- Radiologie / CT
- Notaufnahme / Notfallambulanz
- Medizinisches Versorgungszentrum (MVZ)